# تویین فالولا
تویین فالولا (انگلیسی: Toyin Falola؛ زادهٔ ۱ january ۱۹۵۳ (۷۲ سال)) تاریخ‌نگار در زمینه تاریخ آفریقا اهل نیجریه است.